# Église Saint-Julien de Saint-Julien-sur-Calonne
L'église Saint-Julien de Saint-Julien-sur-Calonne  est une église catholique située à Saint-Julien-sur-Calonne, en France.

## Localisation
L'église est située dans le département français du Calvados, sur la commune de Saint-Julien-sur-Calonne.

## Historique
L'édifice date du XVIe siècle,. 
L'édifice est inscrit au titre des monuments historiques le 9 septembre 1933.
La nomination appartenait au « prévôt de Normandie dans le chapitre de Chartres ».

## Description
La porte s'ouvre à l'ouest et était précédée d'un porche, selon Arcisse de Caumont.
La tour munie de contreforts sur chacun des côtés est l'élément le plus important. Le toit est en forme de pyramide et en ardoise.
Le chœur comporte deux travées. Une sacristie est établie à l'est. 
La voûte est en merrain. 
L'église comporte un épi de faîtage en terre cuite du XVIe siècle avec quatre dauphins et un moine, situé au-dessus de la chapelle pentagonale ainsi que quatre mascarons.
Des dessins colorés sont notés par Arcisse de Caumont dans la nef. Le même note des inscriptions datées des XVIe et XVIIe siècles à divers endroits, dans la chapelle, sur une fenêtre et sur le mur de la nef. Il note également la présence de trois pierres tombales datées du XVIIe siècle, dont la plus ancienne est datée du règne de Louis XIII.

## Galerie

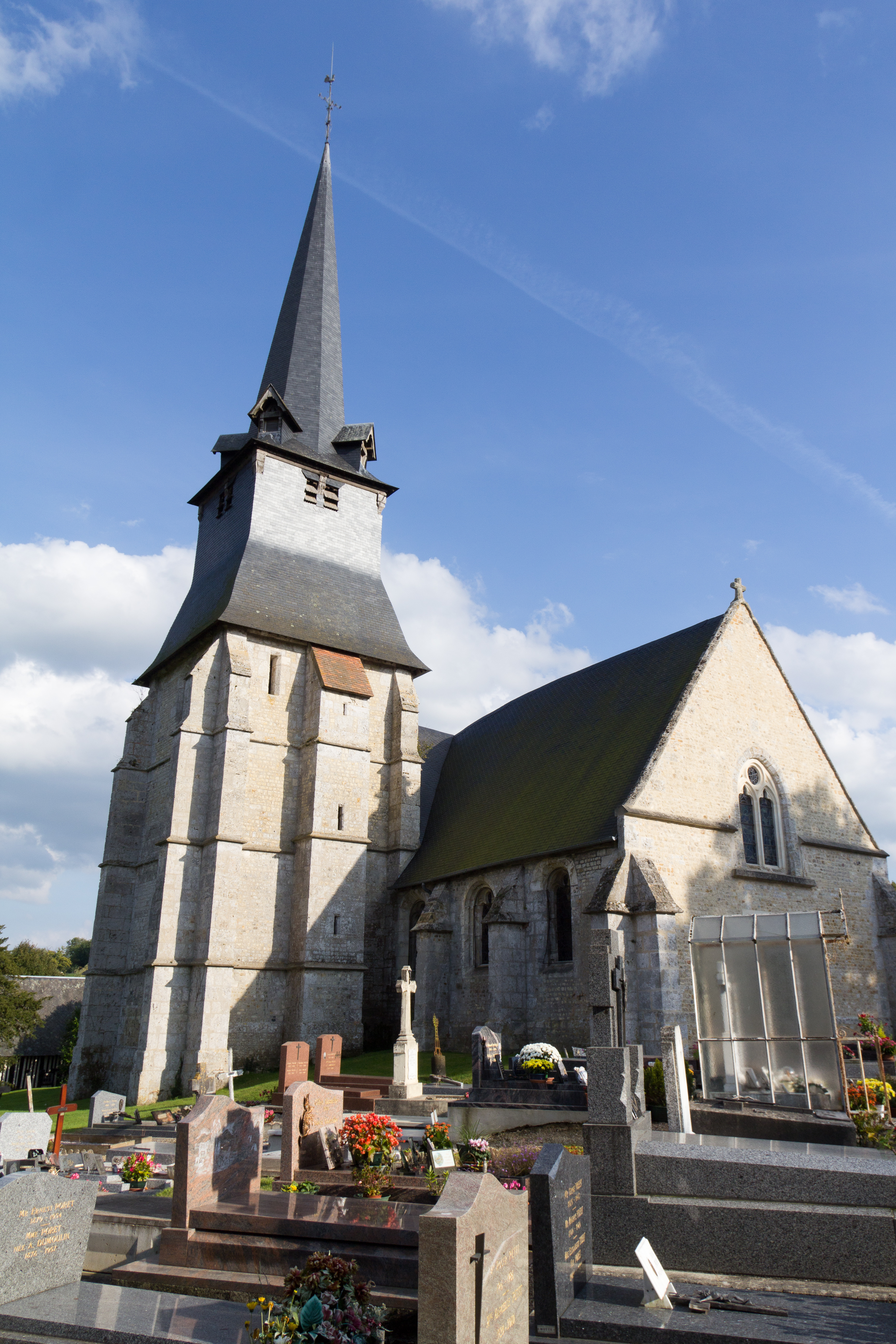
Vue nord-ouest.
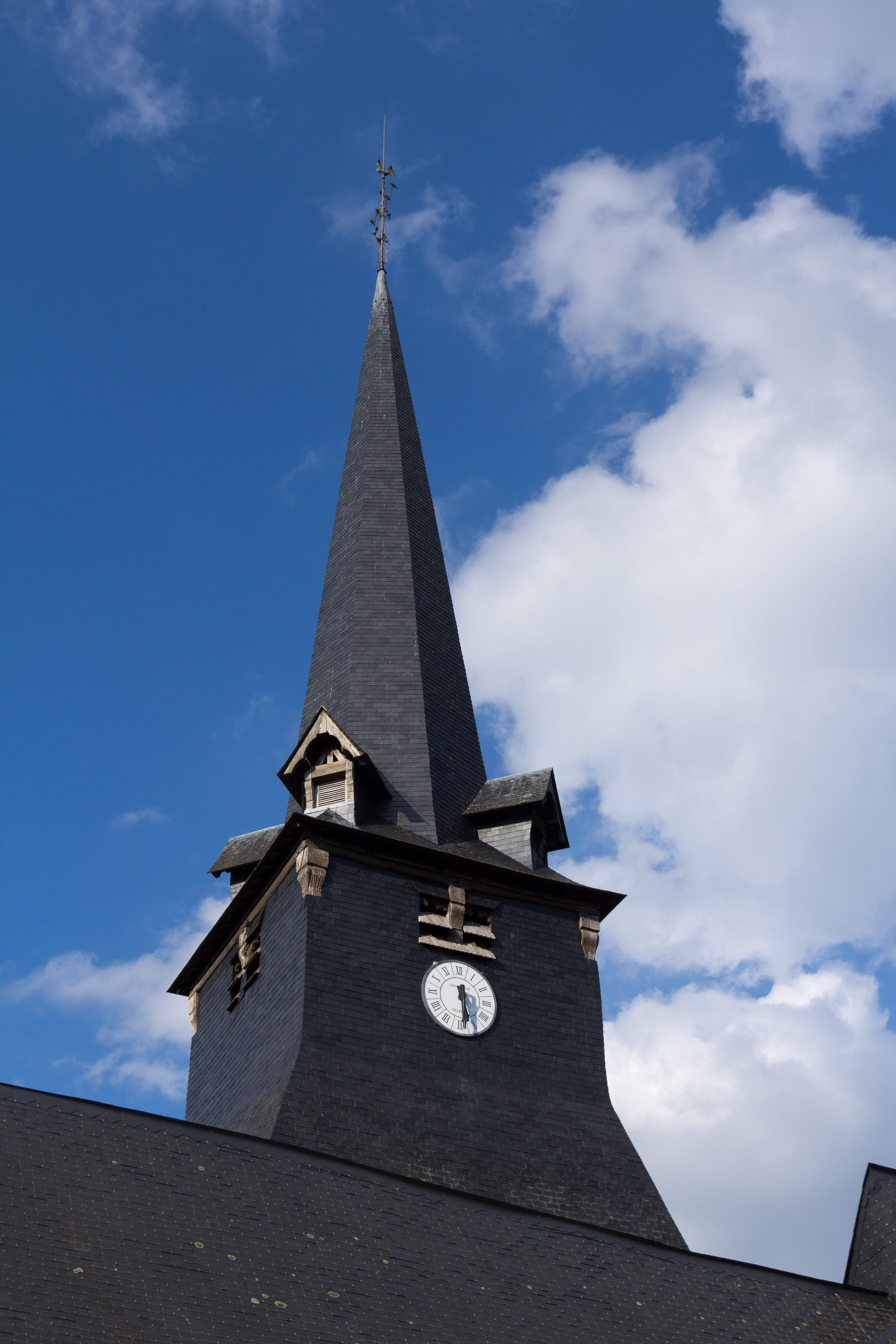
Le clocher.
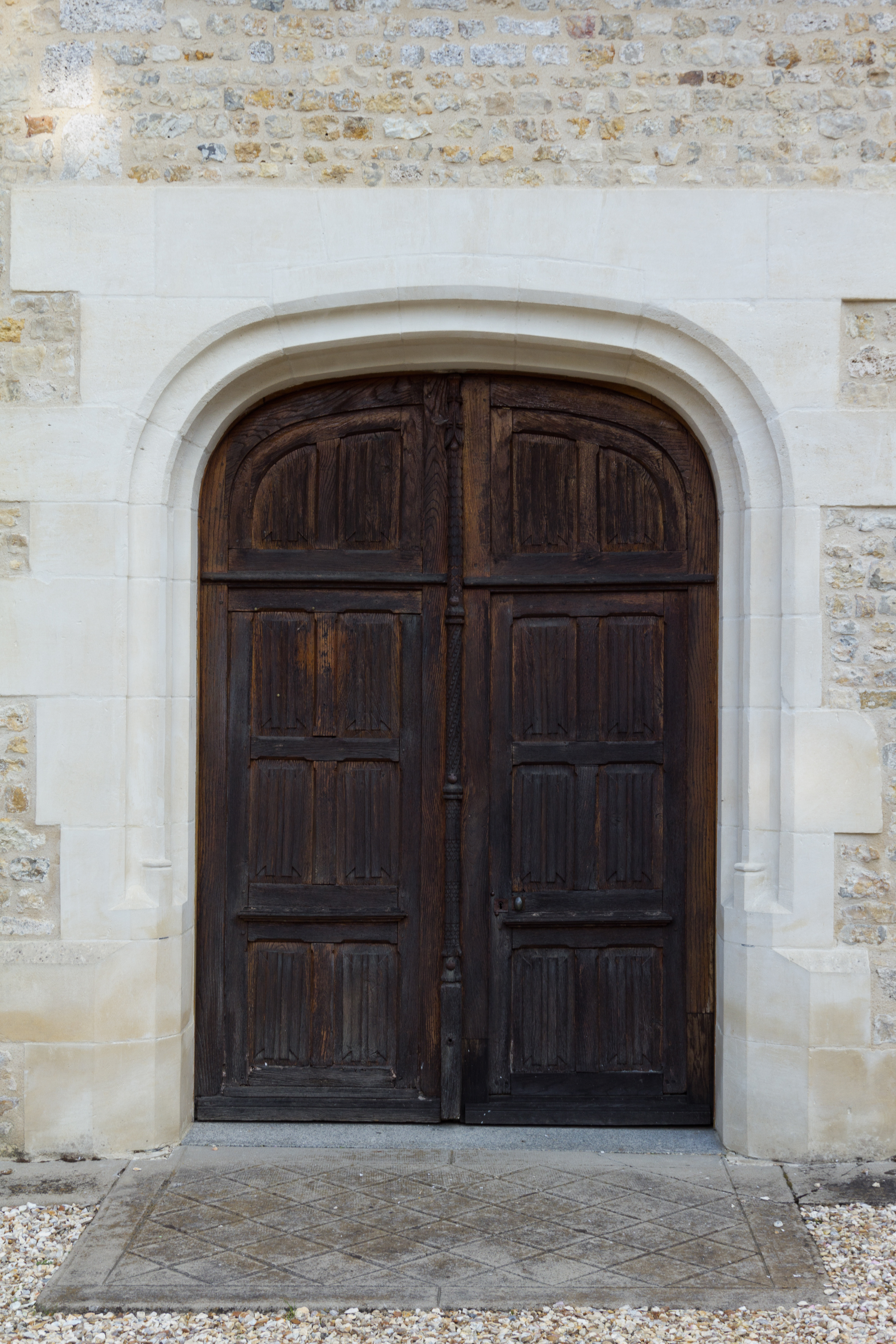
Le portail.
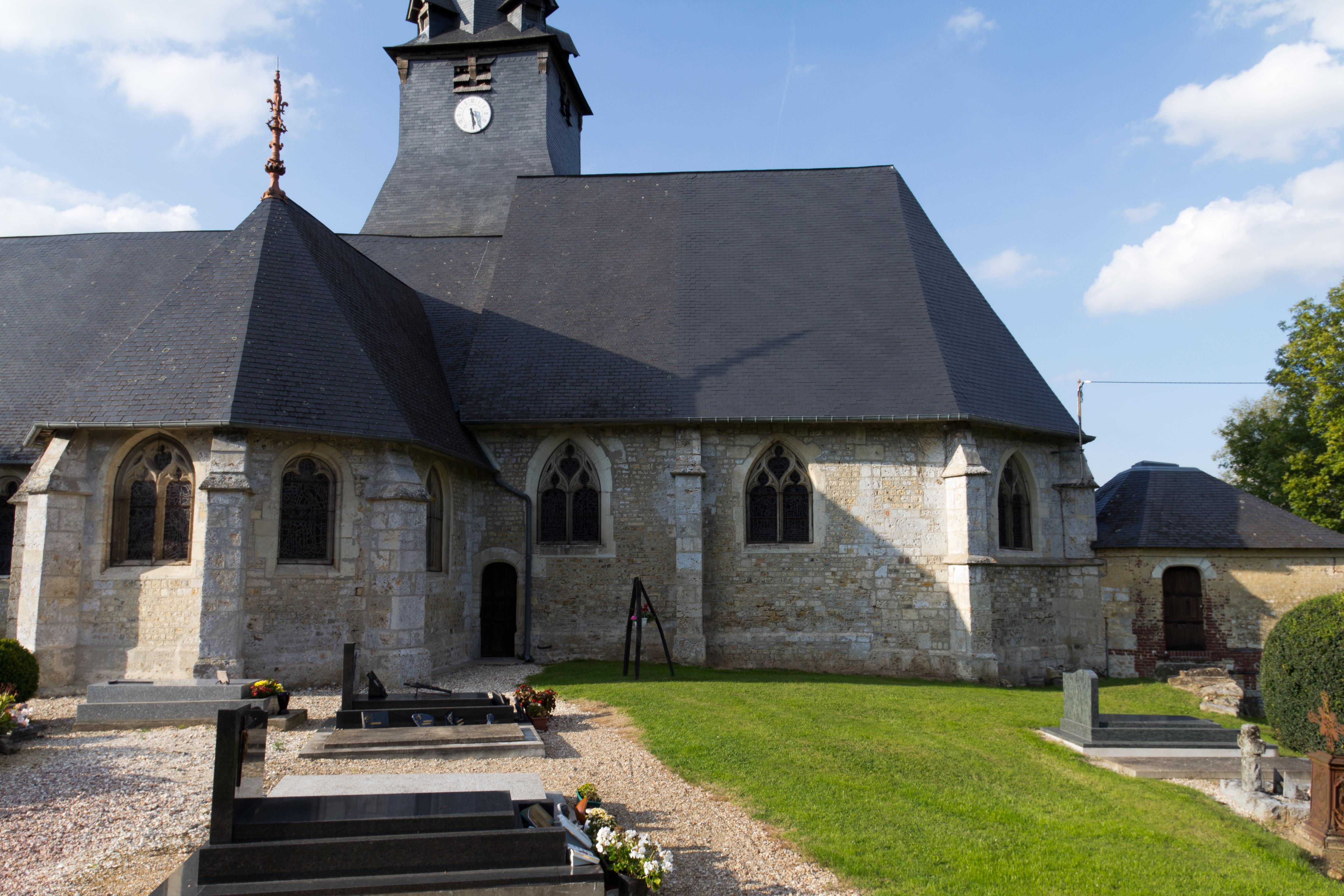
Le chevet.
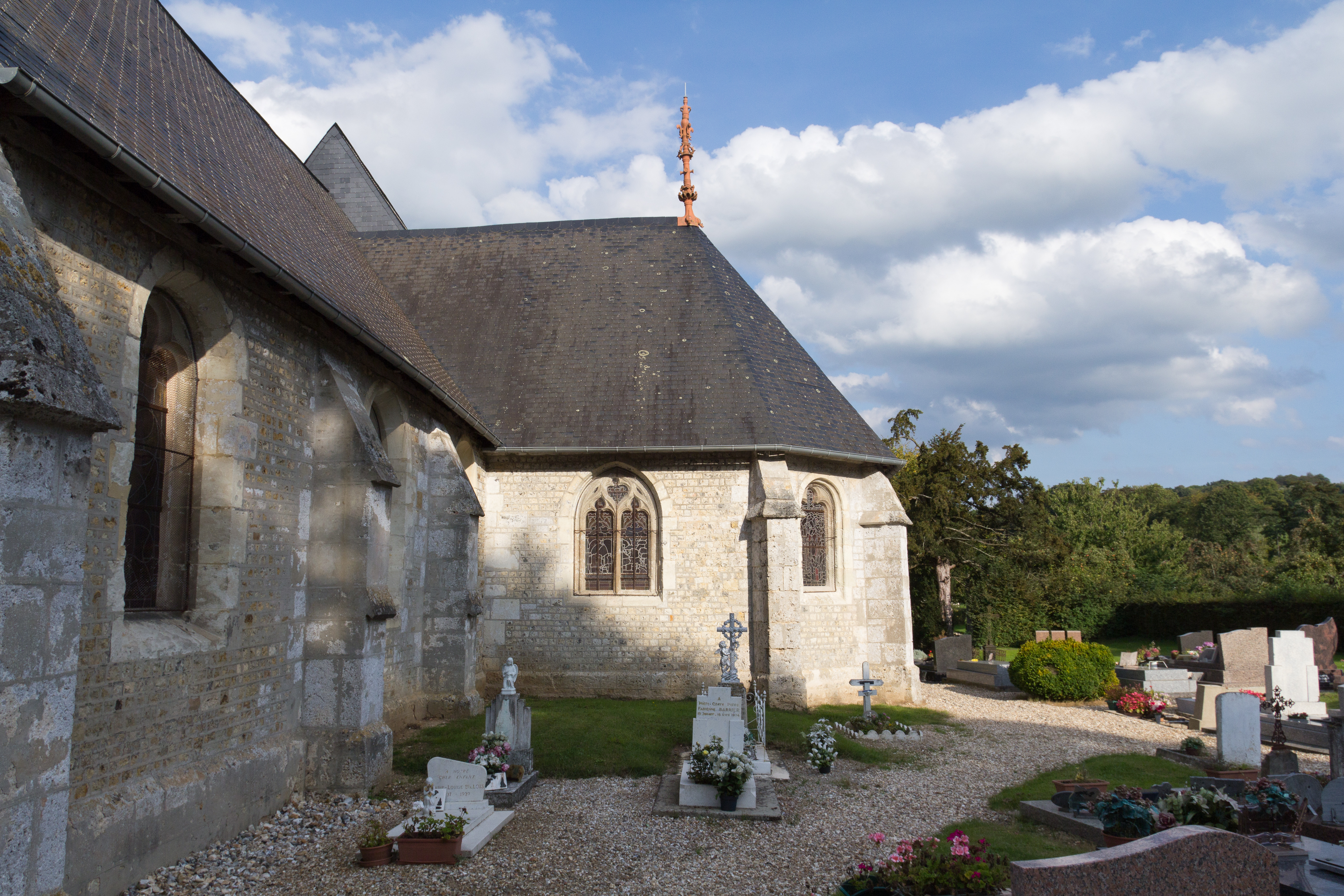
La chapelle sud de l'église.